# Callopistria randimbyi
Callopistria randimbyi là một loài bướm đêm trong họ Noctuidae.